# Compay Segundo
Compay Segundo (18. november 1907 – 13. juli 2003) var en cubansk musiker og sangskriver.
Segundo blev født Máximo Francisco Repilado Muñoz og voksede op i byen Santiago de Cuba. Han blev sangskriver og musiker og var kendt af folk der kan lide cubansk musik. Han opfandt desuden armónicoen, et syvstrenget guitar-lignende instrument.
Ikke før 1997 opnåede han international berømmelse i forbindelse med udgivelsen af cd'en Buena Vista Social Club, som blev en meget populær indspilning. Compay Segundo medvirkede også i filmen af samme navn, indspillet af Wim Wenders.
Hans mest berømte komposition er Chan-chan, hvis fire indledende akkorder med det samme genkendes som det første nummer på cd'en Buena Vista Social Club. Chan-chan blev indspillet af Segundo selv flere gange, foruden utallige musikere fra Latinamerika.
Segundo mente at han ville blive 115 år, men døde i Havana af nyresvigt, tyve år for tidligt.